# 五稜郭

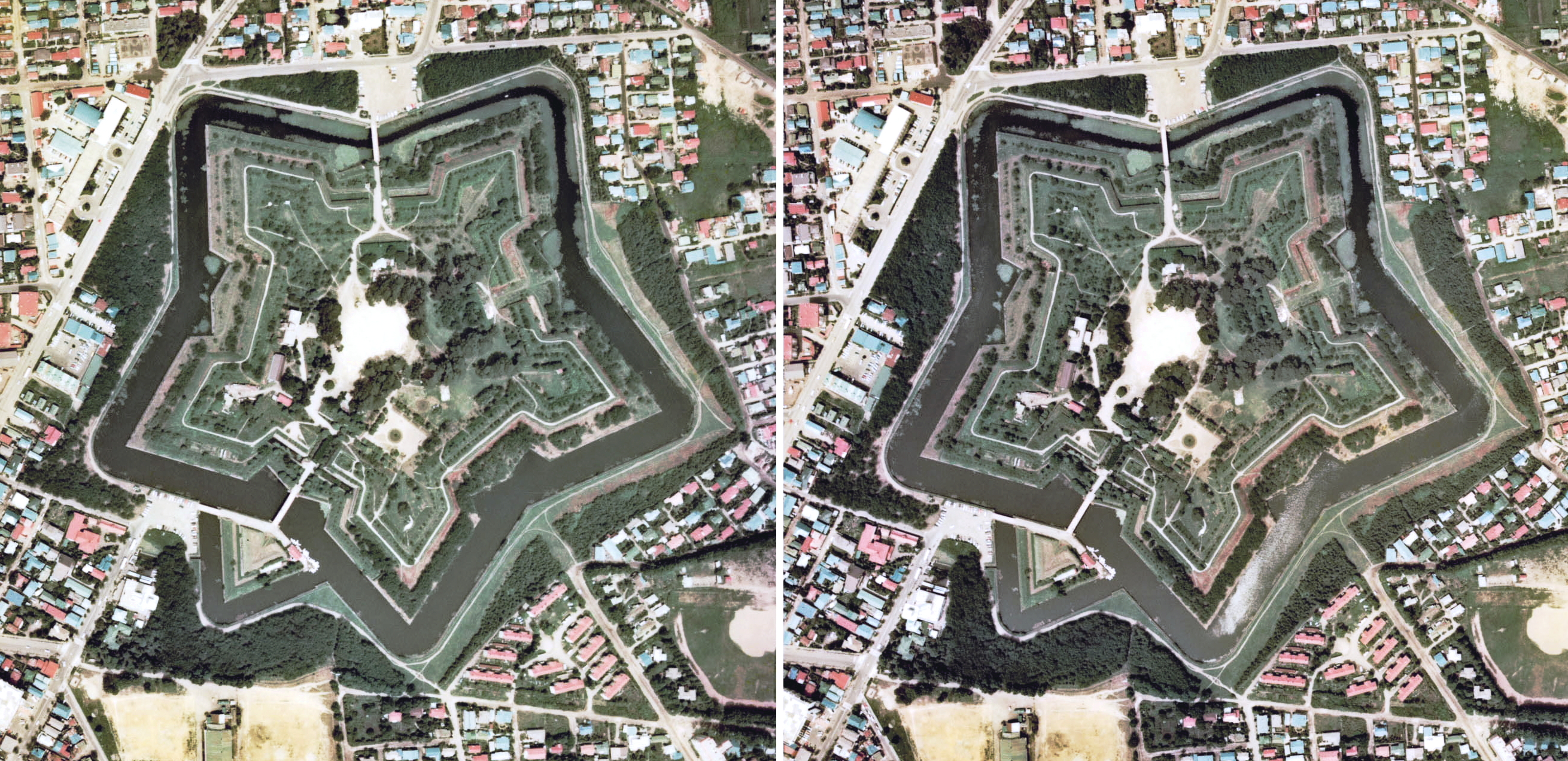
五稜郭的立體圖（1976年）

五稜郭（日语：／ Goryōkaku）是日本江戶時代末期由江戶幕府在蝦夷地的箱館（現北海道函館市）郊外建造的一座星形要塞，與同一時期建成，位於長野縣佐久市的龍岡城同樣被稱為「五稜郭」，但是多數提及五稜郭便是指位於函館的城跡。
雖然，在計劃興建城池時已經使用五稜郭作為名稱，但是在建造期間又曾經稱為龜田役所土壘或龜田御役所土壘。城池位處的地方本來是濕地，植有大量細柱柳，因此又稱為柳野城。
箱館開港時，原本建於函館山山麓的箱館奉行所搬遷至五稜郭。然而，在慶應2年（1866年），江戶幕府在城池建成後僅兩年，隨著江戶開城而滅亡，五稜郭由箱館府接管一段短時間後，在箱館戰爭中遭到舊幕府軍佔領，並且成為其根據地。進入明治時代後，城內除了一棟建築物外其餘全數被拆除，並且改建為大日本帝國陸軍的練兵場。其後在1914年改建為五稜郭公園，並且對外開放，自此成為函館市民的休憩地方和代表函館的旅遊景點之一。
五稜郭獲日本政府指定為特別史跡，並且作為「五稜郭與箱館戰爭的遺構」而入選北海道遺產。與此同時，五稜郭是由文化廳管有的國有財產，由其授權予函館市，並且交由函館市住宅都市施設公社（指定管理者）負責管理。

## 歷史

### 建築

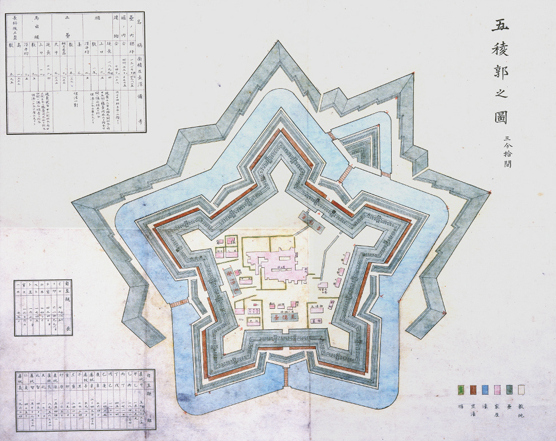
「五稜郭之圖」。其中一張的最終設計圖

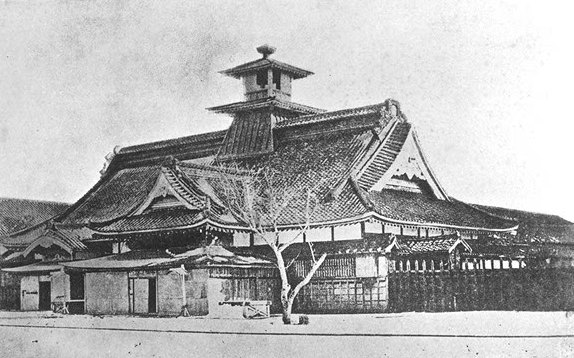
五稜郭奉行所

安政元年（1854年）3月，日本和美國簽訂《神奈川條約》，按照條約規定箱館正式開港，江戶幕府隨即收回松前藩在箱館一帶的領地，並且在同年6月設置箱館奉行。享和2年至文化4年（1802年至1807年）期間，箱館仍然是天領，當時箱館奉行所與安政元年（1854年）再度設置時的位置均是在基坂（當時是松前藩的箱館奉行詰役所）。初代奉行竹內保德沿用松前藩的建築物，並且加以改建增建，但是其後接任的堀利熙認為奉行所相當接近箱館灣，不僅毫無遮擋，而且鄰接的箱館山屬於外國人步行區域，只要登上山頂，奉行所便一覽無遺，實在難以防守，因此他上奏希望將奉行所遷移至龜田一帶。其後，兩任奉行先後返回江戶，並且向老中阿部正弘提交意見書，指出當時的大砲射程太短，提議在鍛冶村中道興建「御役所四方土壘」，並且將奉行所移至該處，最終幕府接納其意見，開始著手興建五稜郭。與此同時，意見書中亦建議將位於矢不來（現北斗市）、押付、山背泊、辯天岬、立待岬、築島、沖之口的7處番所改建成臺場，從以保護箱館港，但是阿部認為多項工程同步進行相當困難，因此首先在辯天岬（辯天台場）和築島（未有實行）開始改建工作。
安政2年（1855年）7月，法國軍艦君士坦丁號駛入箱館港時，在箱館奉行所負責製造機械和彈藥的武田斐三郎，得到軍艦的副艦長指導，並且取得大砲的設計圖以及星形要塞的規劃圖則。其後，武田根據圖則，開始構思如何建造五稜郭和辯天台場。最終，預算五稜郭、辯天、築島和沖之口台場的建築成本為41萬兩。最初，建築期預算達20年，但是負責防守蝦夷地的松前藩（戶切地陣屋）、津輕藩（津輕陣屋）、南部藩（南部陣屋）和仙台藩（白老陣屋）的陣屋均已經建成，五稜郭和台場的工程趕不上的話，幕府在箱館市民和外國人眼中可謂顏面盡失，因此幕府決定加快辯天台場和五稜郭的工程進度。
安政3年（1856年）11月，組頭河津祐邦、調役並鈴木孫四郎、下役元締山口顯之進和諸術教授役武田斐三郎等，獲任命為台場並龜田役所土壘普請掛，並且在安政4年（1857年）7月開始建造五稜郭。安政5年（1856年），城郭外北邊的役宅開始施工，文久元年（1861年）開始興建奉行所廳舍。分工方面，土木工程、石垣和建造奉行所分別由松川辯之助、井上喜三郎和居住於江戶的小普請方鍛冶方石方請負人中川傳藏負責。最初，計劃首先進行挖掘和興建土壘，然後興建各項建築，最後則是石垣，但是由於地基太過脆弱，踏入冬季時本來完成挖掘的地方受到結冰和融雪影響而塌陷，最終唯有先興建石垣。
元治元年（1864年），五稜郭建成，同年6月15日箱館奉行小出秀實從奉行所移至五稜郭內開始辦工。接著，在奉行所附近種植防風林、赤松以及相關設施，最終在慶應2年（1866年）所有工程完工。
工程費用方面，護城河、土木和石垣工程預算為98,000兩，實際為53,144兩、建築工程預算為25,000兩，實際為44,854兩、水道工程預算為20,000兩，實際為6,092兩、整體預算為143,000兩，實際為104,090兩（另外辯天台場的預算為100,000兩，實際為107,277兩）。這項巨額工程在全盛時間曾經聘用約5、6千名工人，箱館也因此開始繁榮。

### 箱館戰爭

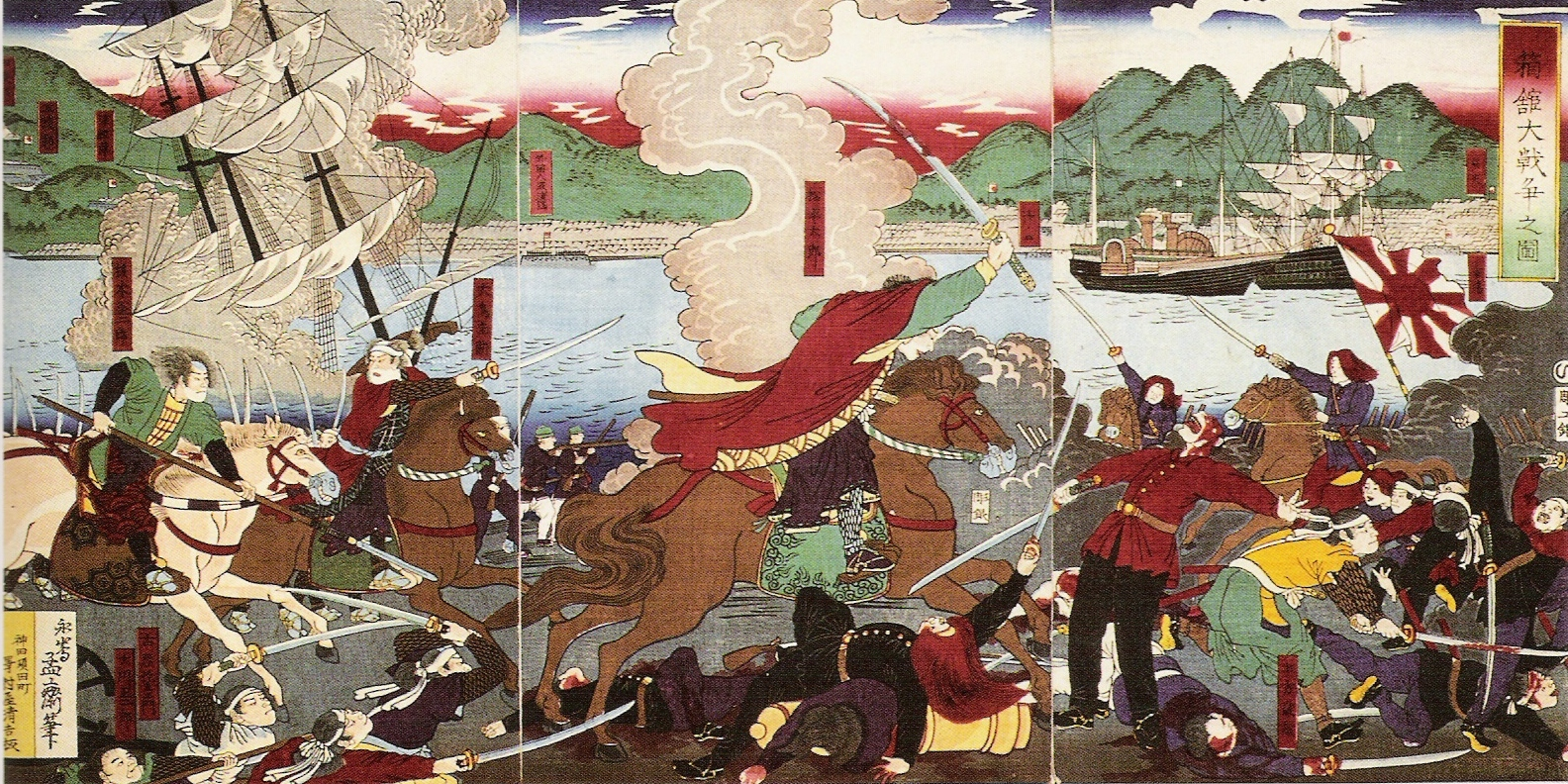
「箱館大戰爭之圖」歌川芳虎作品

大政奉還後，新政府設置了箱館府，而五稜郭則在慶應4年（1868年）由箱館奉行杉浦誠移交給箱館府知事清水谷公考，並且成為箱館府的政廳。同年10月21日，榎本武揚等率領舊幕府軍登陸鷲之木（現森町）。箱館府雖然派兵迎擊，但是在各地均戰敗，最終在10月25日清水谷從箱館逃亡至青森，翌日松岡四郎次郎的部隊進佔已經空無一人的五稜郭。根據大鳥圭介的說法，當時的五稜郭的矮牆上雖然設置了二十四斤砲，但是難以發射，建築亦未完善，當被攻擊時，根本難以抵擋，舊幕府軍針對問題，在冬天時修復堤壩，並且設置大砲，在護城河外建造堤壩以及在城門外興建矮牆，最終在1869年3月完工。
同年5月11日，新政府軍向箱館發動總攻擊時，舊幕府軍以五稜郭的大砲砲擊七重濱（現北斗市）以及箱館港。然而，新政府軍成功進佔箱館市區，並且在5月12日，軍艦甲鐵從箱館港內砲擊五稜郭，成功擊中奉行所，導致古屋佐久左衛門等人陣亡，多人受傷。另外，由於新政府軍在各處陣地架設大砲，一同砲擊五稜郭，導致舊幕府軍在夜晚難以入睡，只能以石垣和堤壩為盾，並且豎起疊蓆和屏風抵擋。5月15日，辯天台場的部隊投降後，千代岱陣屋在5月16日亦被攻佔，其後新政府軍通知五稜郭將會發動總攻擊，經過城內眾人商議後，榎本等人在5月18日投降，將五稜郭交予新政府軍。

### 練兵場
進入明治時代後，五稜郭歸由兵部省（1873年後則是陸軍省）管轄。1871年，為了興建札幌開拓使本廳舍，原本的奉行所廳舍和附屬建築物相繼被拆除，但是實際上卻沒有將拆卸後的建築材料運往札幌，而是用於札幌本道和建造蓬萊町遊郭。
其後，五稜郭也沒有加建，而是當成練兵場使用，而在1890年至1899年間，函館要塞砲兵大隊的臨時事務所亦設置在五稜郭。
雖然一般市民嚴禁入內，但是商人中川嘉兵衛得到陸軍許可，自1871年開始切割五稜郭的冰，以函館冰之名出售。

### 五稜郭公園

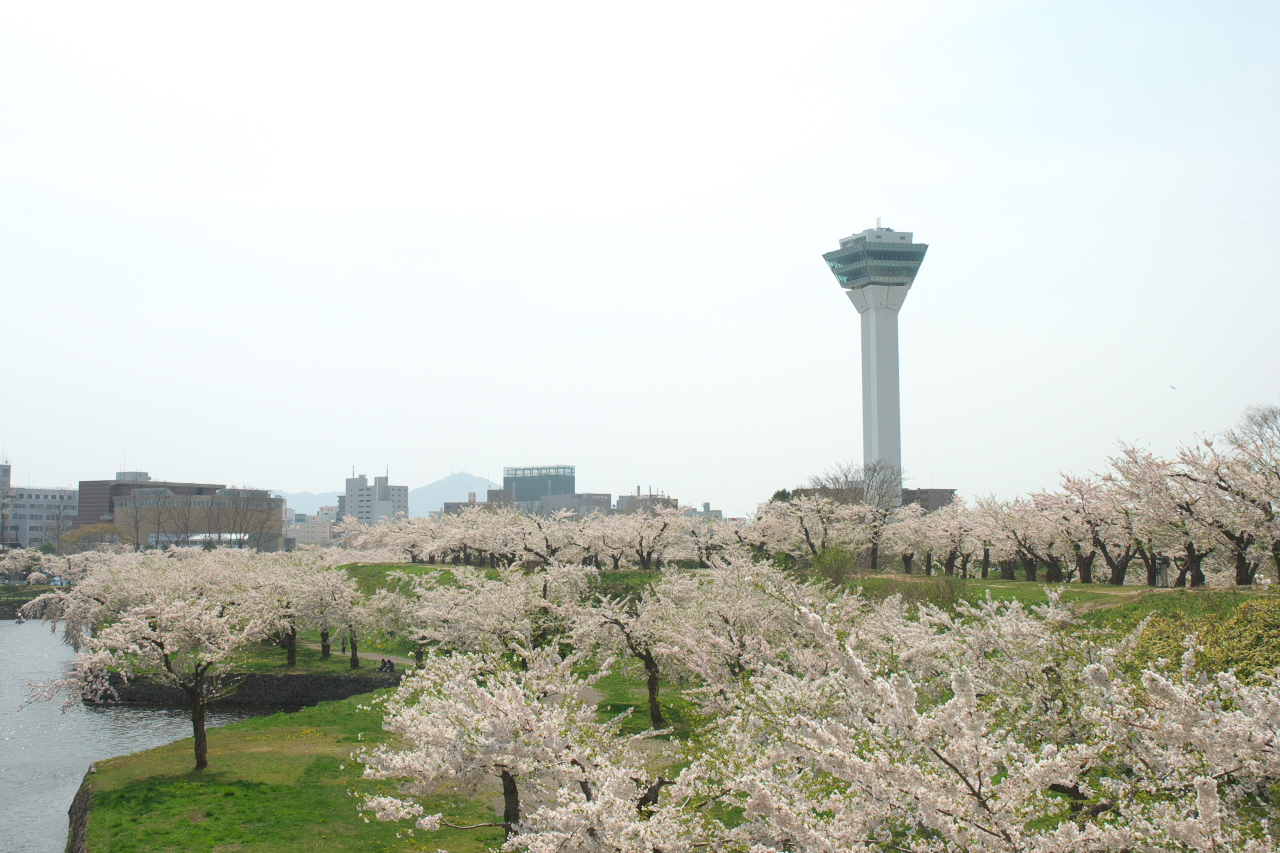
五稜郭的櫻花與五稜郭塔

1913年，函館區長北守政直向陸軍大臣提出，免費租用五稜郭，並且改建成公園。陸軍方面則回應，只要保持在取得許可時的狀態，以及興建最小限度的小型商店和種植樹木等均需要得到函館要塞司令部首肯，加上在租用期間承擔土地建築物的保存責任和負擔相關費用等作為條件，批准了北守的請求，翌年作為五稜郭公園對外開放。另外，函館毎日新聞為了紀念發行一萬號，在1913年開始為時10年，共種植了數千棵染井吉野櫻，現在大約剩下1,600棵，五稜郭也因此成為北海道首屈一指的賞櫻地。
1925年，五稜郭歸由內務省管轄，並且基於史蹟名勝天然紀念物保存法獲指定為史蹟。1929年，郭外的長斜坂獲追加指定，並且改由文部省管轄。第二次世界大戰後，日本政府制定了文化財保護法，五稜郭也在1952年獲指定為特別史跡。
1954年，在函館舉行的北洋漁業重啟紀念北海道大博覧會（北洋博）中，五稜郭成為了其中的第二會場。在北洋博中，作為「觀光館和餜子大樓」的建築物在1955年成為市立函館博物館五稜郭分館，由奉行所的復原工程動工開始直至2007年11月閉館為止，展示了各種與箱館戰爭有關的物品。另外，在進行考古調查和復原工程之前，五稜郭的中央位置的廣場經常舉行運動會和林間學校等。

### 晉身為代表函館的旅遊景點

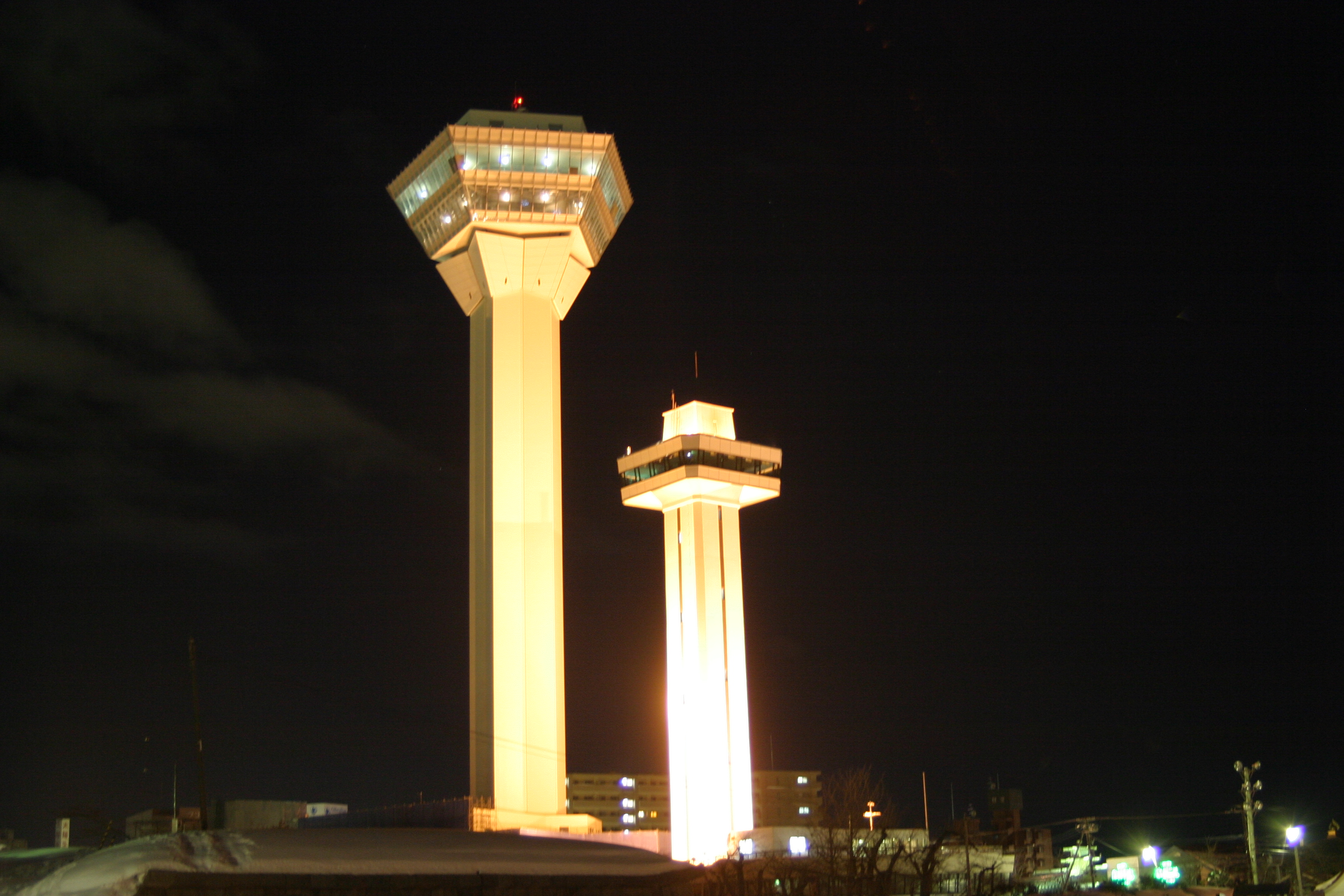
新舊五稜郭塔（2006年1月）

1964年，為了紀念五稜郭建成100周年，在南邊新蓋了高約60米的五稜郭塔。
自1970年起，每年5月均會舉行「箱館五稜郭祭」，活動包括由扮成箱館戰爭中的舊幕府軍和新政府軍而成的「維新巡遊」和模仿土方歲三的「土方歲三大賽」等。
另外，自1988年起，以五稜郭的土壘和護城河等為舞台，由無償參與的市民演出，有關函館歷史的「市民創作函館野外劇」和1989年起在冬季晚上時，點亮五稜郭的「五稜星之夢」等直至現在也沒有變化。2006年，新建高約107米的五稜郭塔取代了原本的五稜郭塔。
2004年，五稜郭作為「五稜郭與箱館戰爭的遺構」入選為北海道遺產，而在旅遊方面，在《米芝蓮指南》中「五稜郭跡」和「眺望（五稜郭跡）」均取得兩星評價。

### 奉行所復原
1983年，函館市為了復原五稜郭，開始進行資料搜集。與此同時，在五稜郭中心部份的遺構進行確認試掘調査，並且確認奉行所等建築物的遺構狀態良好，及後在1985年正式在奉行所遺構開展考古調查。在1985年至1989年、1993年至2000年、2001年和2005年的四次考古調查中，取得大量有助復原的基本資料。
期間，部份專家組成「特別史跡五稜郭跡保存整備委員會」，並且在2000年提出「箱館奉行所復原構思」和2001年提出「箱館奉行所復原計劃（郭內土壘內範圍整備計劃）」，針對復原整備箱館奉行所廳舍以及活化公開等，提交了各種各樣的方案。其後，委員會與文化廳達成協議，在2006年獲准改變現狀，開始施工。2010年，奉行所的復原工程完工，並且在同年7月29日對外開放。

## 結構

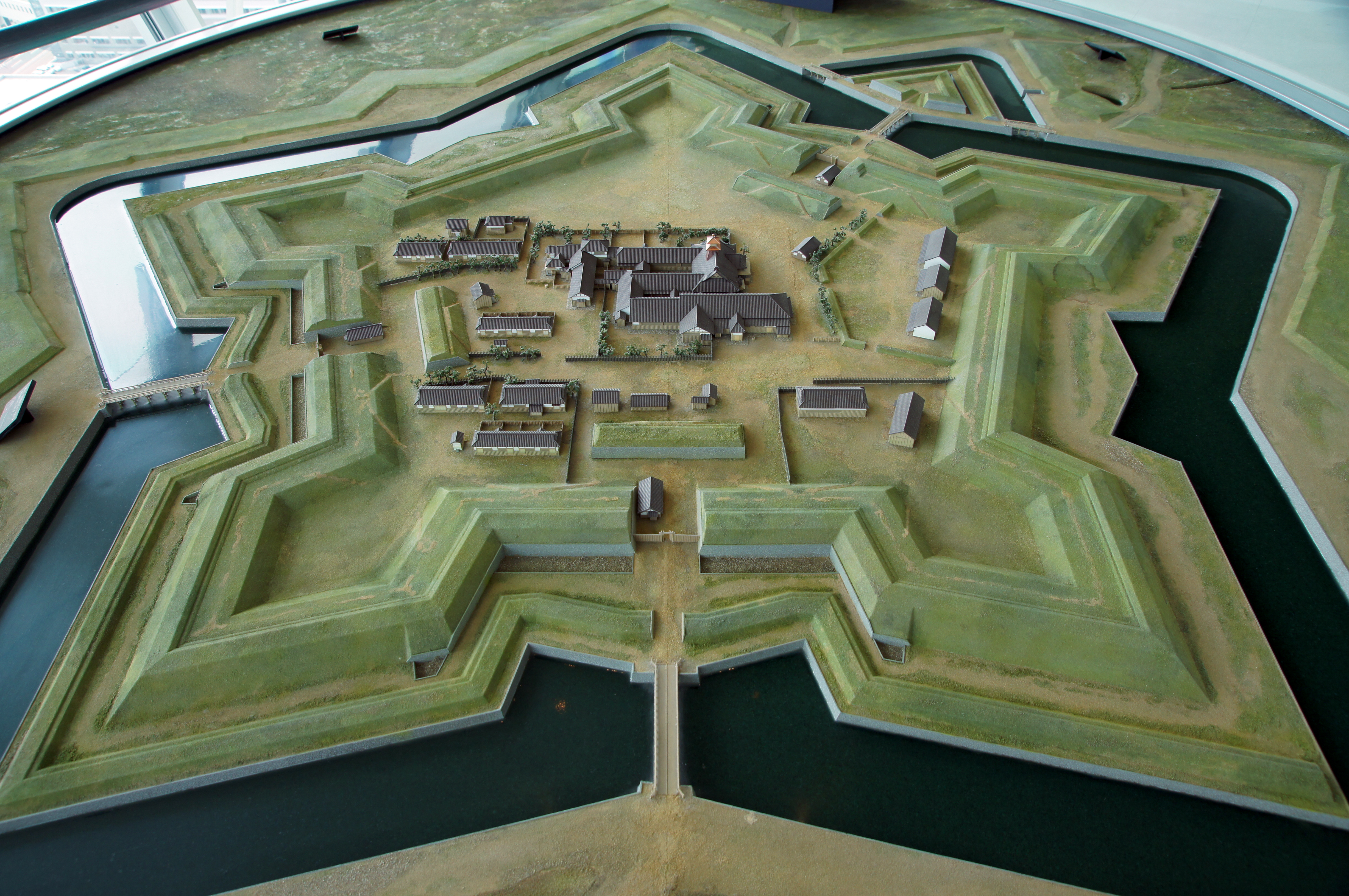
建造初期的五稜郭模型。前方的橋是裏門橋。

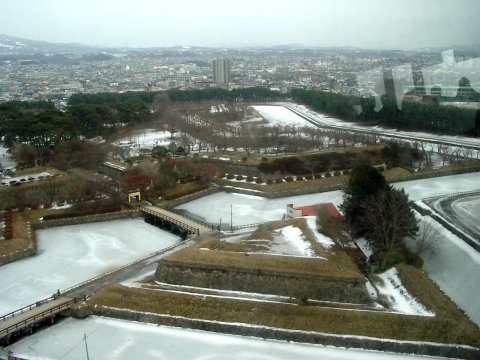
半月堡

五稜郭是由護城河包圍的五芒星型堡壘以及半月堡（馬出堡）組成，堡壘內建有本壘（土壘），內側則建有奉行所等建築物。另外，郭外北邊則是役宅街。現在國有土地面積，連同郭內外總共為250,835.51平方米，其中郭內則為約12万平方米。

### 外部結構
由於預算有限，加上函館港開港後，外國的威脅並未有想像中嚴重，外部結構的工程的規模大幅縮小。最初計劃在五處地方興建半月堡，最終只興建了一處，而沿內岸興建的低壘亦只有三處，郭外的長斜坂則是四處。

#### 土壘
挖掘護城河時的泥土，後來用作興建土壘。本壘高約7.5米、土台部份的闊度為30米、上方的壘道為8米，而壘道過去則是砲台。另外，在郭內入口的最深處建有高約5.5米的見隱壘、護城河的內岸建高約兩米的低壘以及郭外則建有高約1米的長斜坂。

#### 護城河
總堀和三處入口的兩邊均建有闊4米的空堀。總堀最闊的地方約30米、深度約4至5米、外周總長則約1.8公里。建築期間，在五稜郭後方約1公里外的龜田川設置了取水口，然後通過埋於地底的引水道將水引入五稜郭的護城河以及供水予郭內外的人。然而，在第二次世界大戰後，受到龜田川的河岸維修工程影響，龜田川的河水無法流向五稜郭，護城河的水位因此下降，水質亦同時開始惡化，其後在1974年引入水道水至護城河從而抑制臭味。

#### 石垣

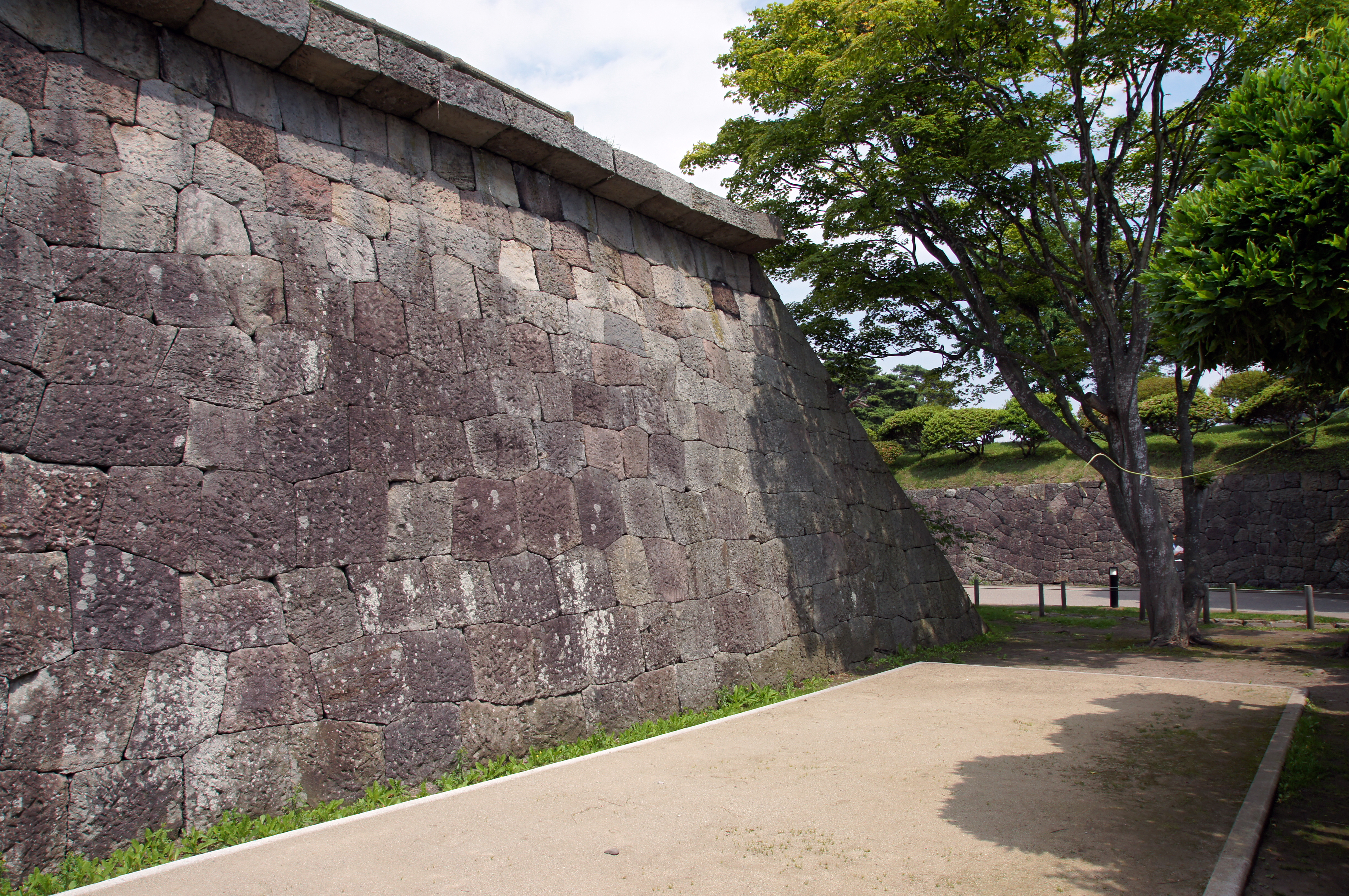
進入大手門後，左邊是本壘的石垣。頂部建有突出部份。右邊深處則是見隱壘。

最初的「西洋法石垣御全備」計劃將堀和全部土壘均興建石垣，但是由於費用高昂，加上切割石頭相當費時而打消念頭，最終石垣只建於護城河、半月堡和郭內入口附近。雖然使用了從函館山等地切割出來的石材，但是護城河的石垣由於資金不足，一部份改為使用赤川和龜田川的石頭，其中部份可以在裏門橋側附近看到。

#### 橋
現在，郭外西南方的廣場與半月堡之間的一之橋、半月堡和堡壘之間的二之橋和北面的裏門橋，總共建有3座橋，但是半月堡的一之橋的反方向以及郭的東北面也分別建有橋樑。一之橋與二之橋雖然和建築時一樣是平橋，但是在1950年至1980年間為拱橋。

### 建築物

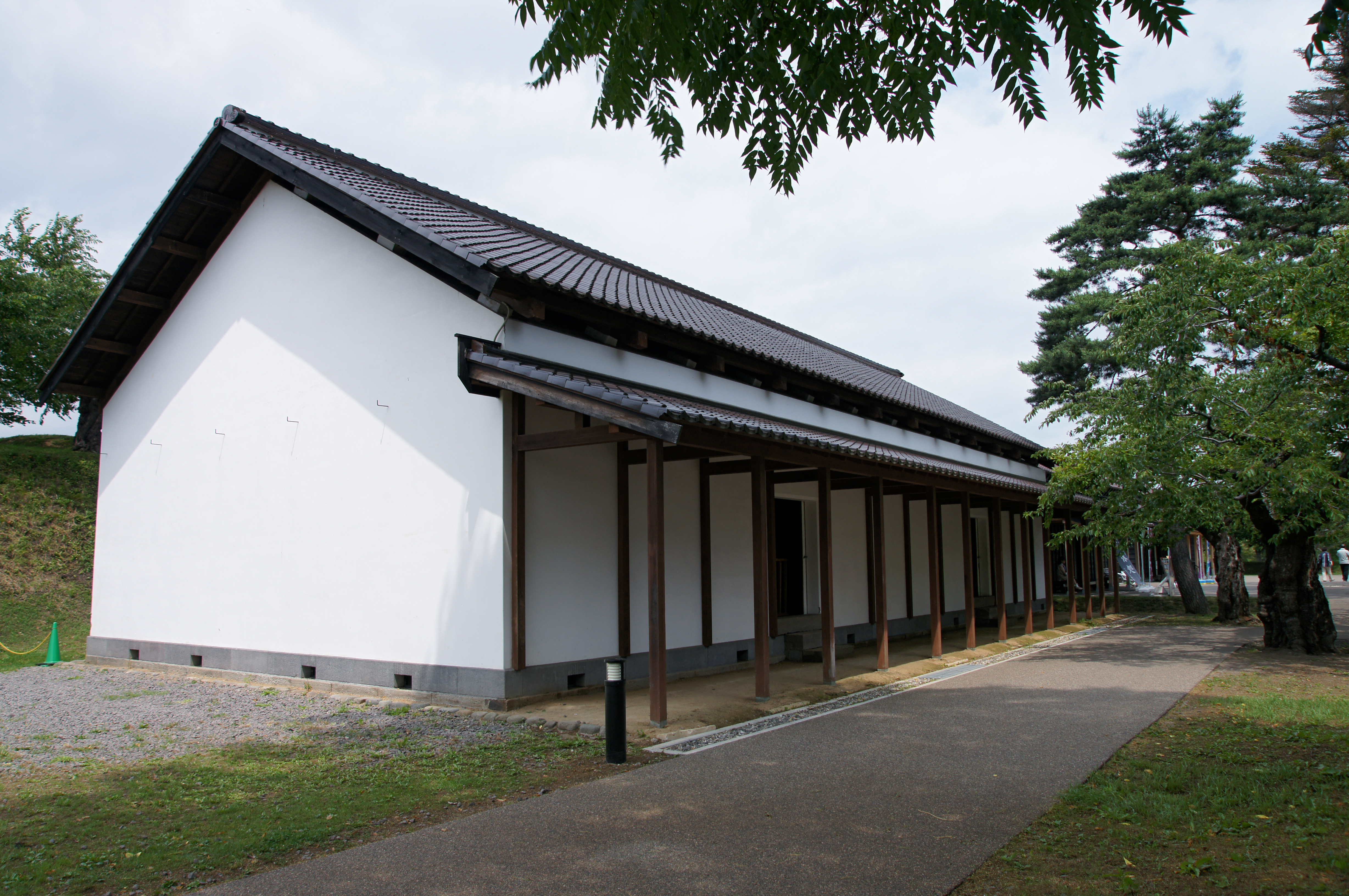
兵糧庫

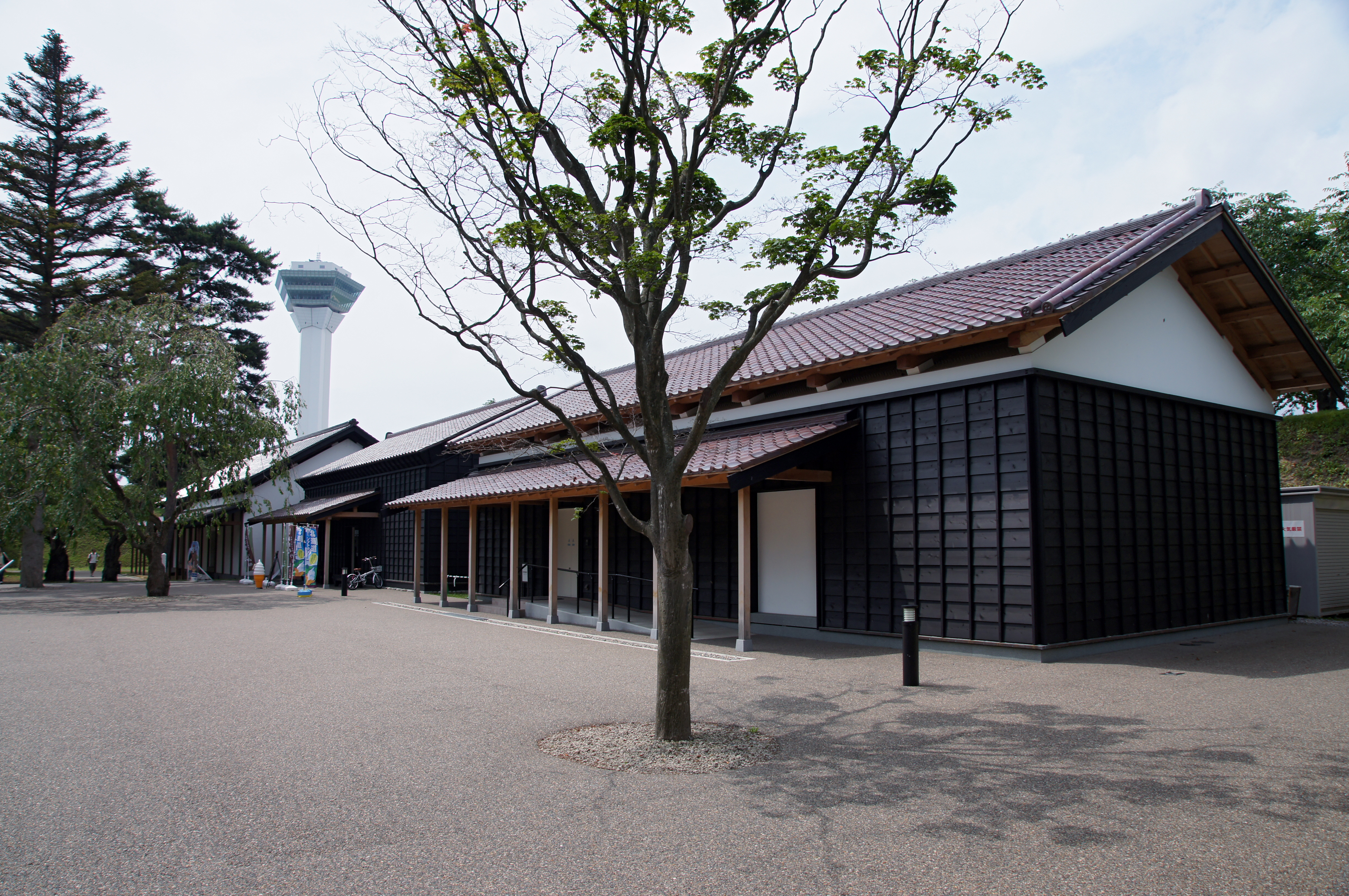
復原的板庫和土藏

五稜郭內建有奉行所廳舍、用人和近習等的長屋、廄舍和臨時地牢等26座建築物。建築材料來自津經、南部和出羽國等，瓦則是來自能登國和越後國等地，釘和疊蓆則是來自江戶，換言之五稜郭是結集了各地的材料而建成的。為了節省經費，建築材料在能代等地預先加工，其後才運往函館組裝。

#### 奉行所
奉行所建於郭內的中心部份，東西長度為97米、南北為59米、建築面積大約為2,685平方米。部份位置建有兩層，由佔全體約4份3的西邊役所部分和東南面的奉行役宅組成。另外，在役所部分中，分為正面玄關與南棟連接起來的大廣間、同心詰所等所在的中央棟、白洲和土間等的北棟。
本來，從正面玄關進入後前方建有高約16.5米的太鼓櫓，但是在箱館戰爭期間遭到軍艦甲鐵砲擊時，舊幕府軍認為太鼓櫓可能成為其攻擊目標，因此急忙地將它拆毀。
函館市最初希望復原整個奉行所，但是由於建築基準法規定每1,000平方米的地方必須設置防火牆，最終在與文化廳商討後，認為景觀上也可能造成影響而放棄，將復原部份維持在約1,000平方米內。奉行所採用相同的材料和建築方法，成功復原南棟和中央棟部分，其後在2011年獲頒北海道紅磚建築獎。

#### 兵糧庫
兵糧庫是唯一殘留下來的建築物。1897至1907年間，兵糧庫是函館要塞砲兵大隊的兵舍。其後對外開放後，於1917年開始片上樂天自設的展示館「懷古館」啟用，展示了有關箱館戰爭的資料，另外也曾經是函館市立博物館的科學教室。在1972至1973年以及2001至2002年時先後兩次進行修復工程。

#### 板庫和土藏
在復原奉行所的同時，兵糧庫的北面的市立博物館五稜郭分館被拆除，並且復原為板庫和土藏。板庫改建成為土產店和休憩處，土藏則變成管理事務所。

#### 役宅
在五稜郭北面的中道1丁目和本道1丁目，建有數十間上至組頭下至同心的役宅和長屋，附近亦有鄉宿和食店，形成一處小社區，但是在新政軍發動箱館總攻撃期間，遭到舊幕府軍焚毀，現在則是住宅區。

### 軍備
最初建成時，五稜郭並未設置大砲，在舊幕府軍佔領五稜郭後才配備了4門二十四斤砲。
箱館總攻擊時，舊幕府軍配備了9門二十四斤加農砲、13門四斤膛線克虜伯砲和10門拇短克虜伯砲。然而，舊幕府軍在投降時交給新政府軍的大砲則為9門二十四斤長加農砲、3門四斤膛線砲、兩門短忽微砲、3門亞忽微砲和16門十三拇臼砲。

## 其他

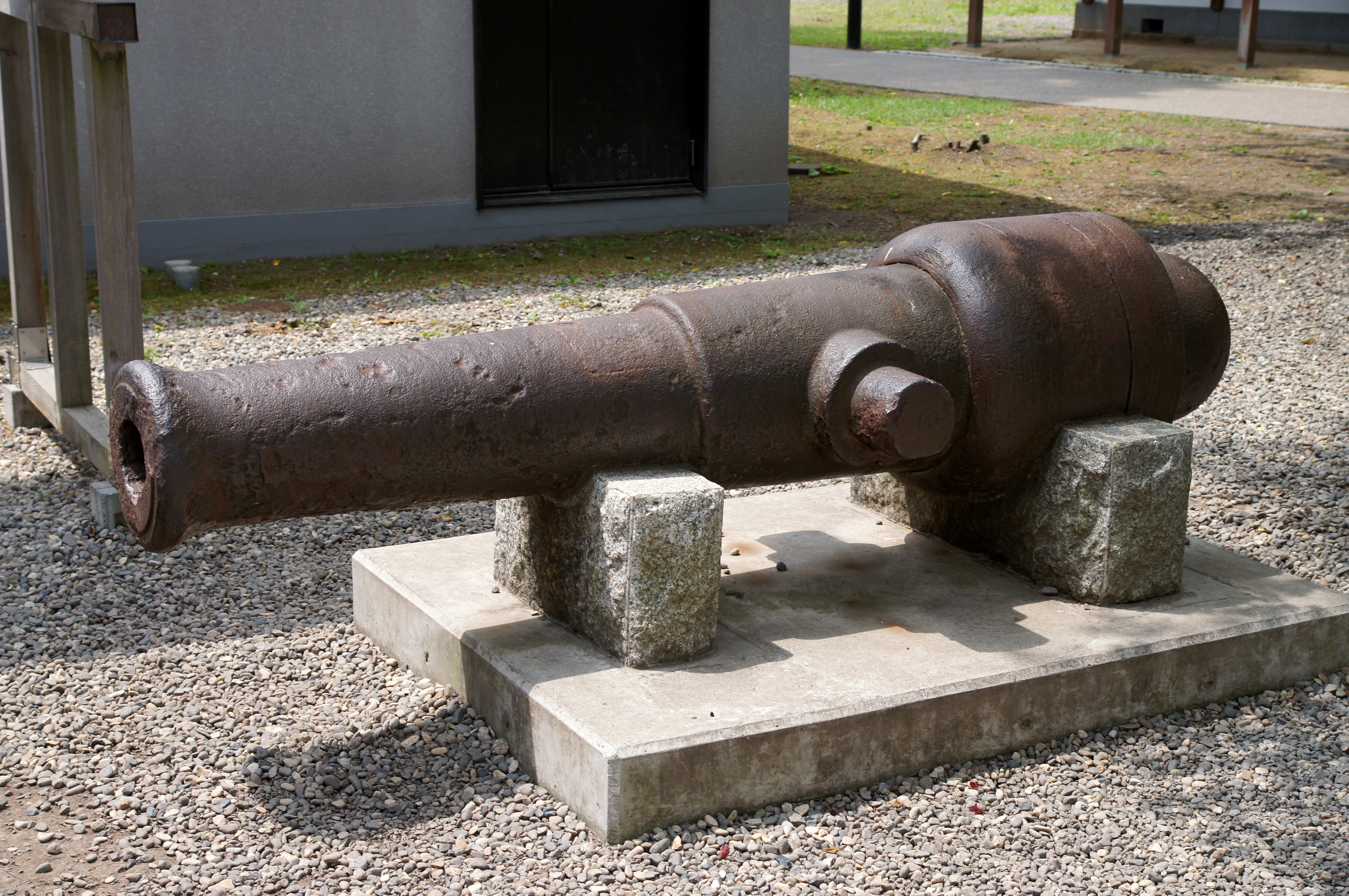
築島台場的大砲。
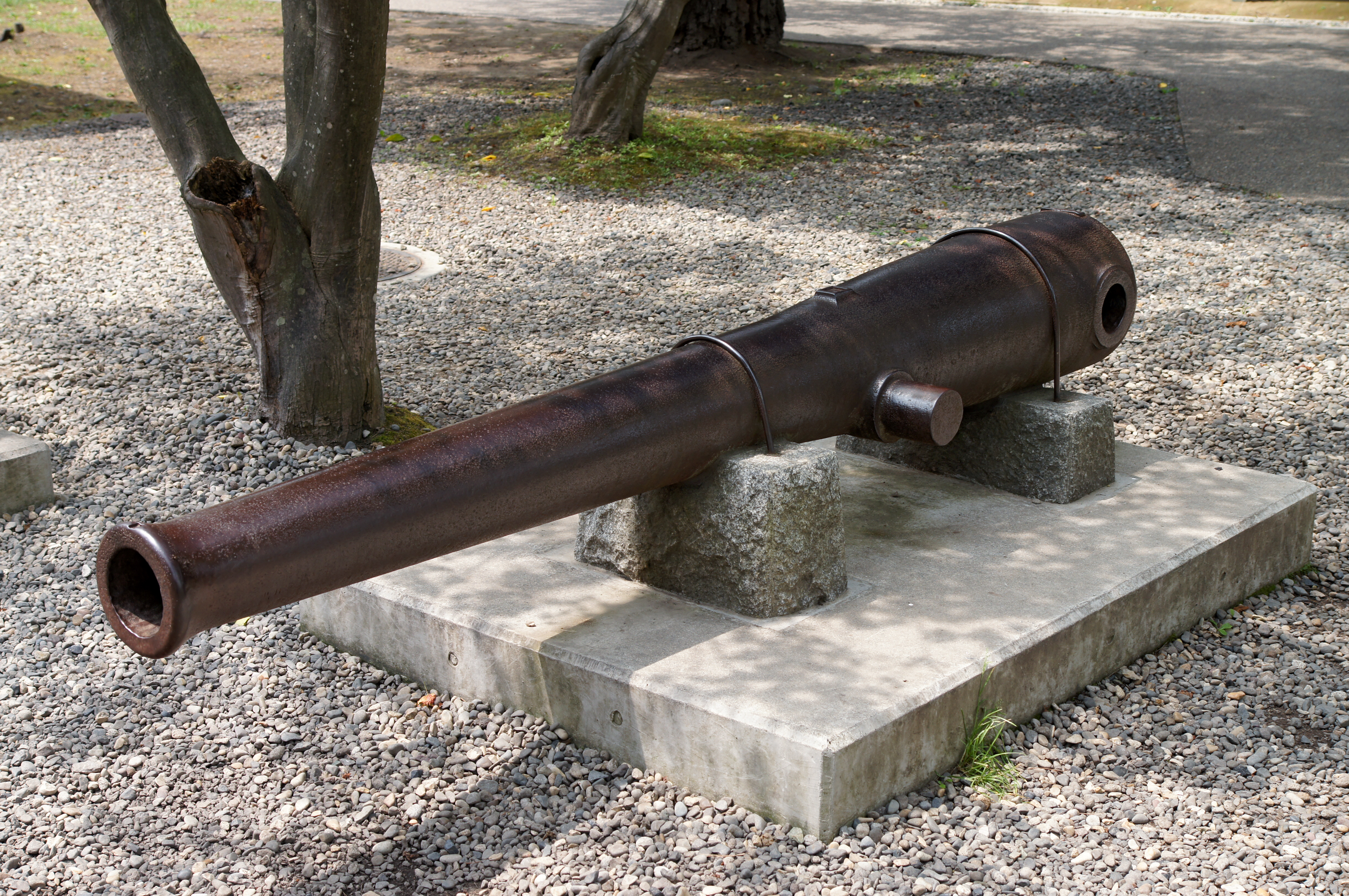
朝陽的大砲。

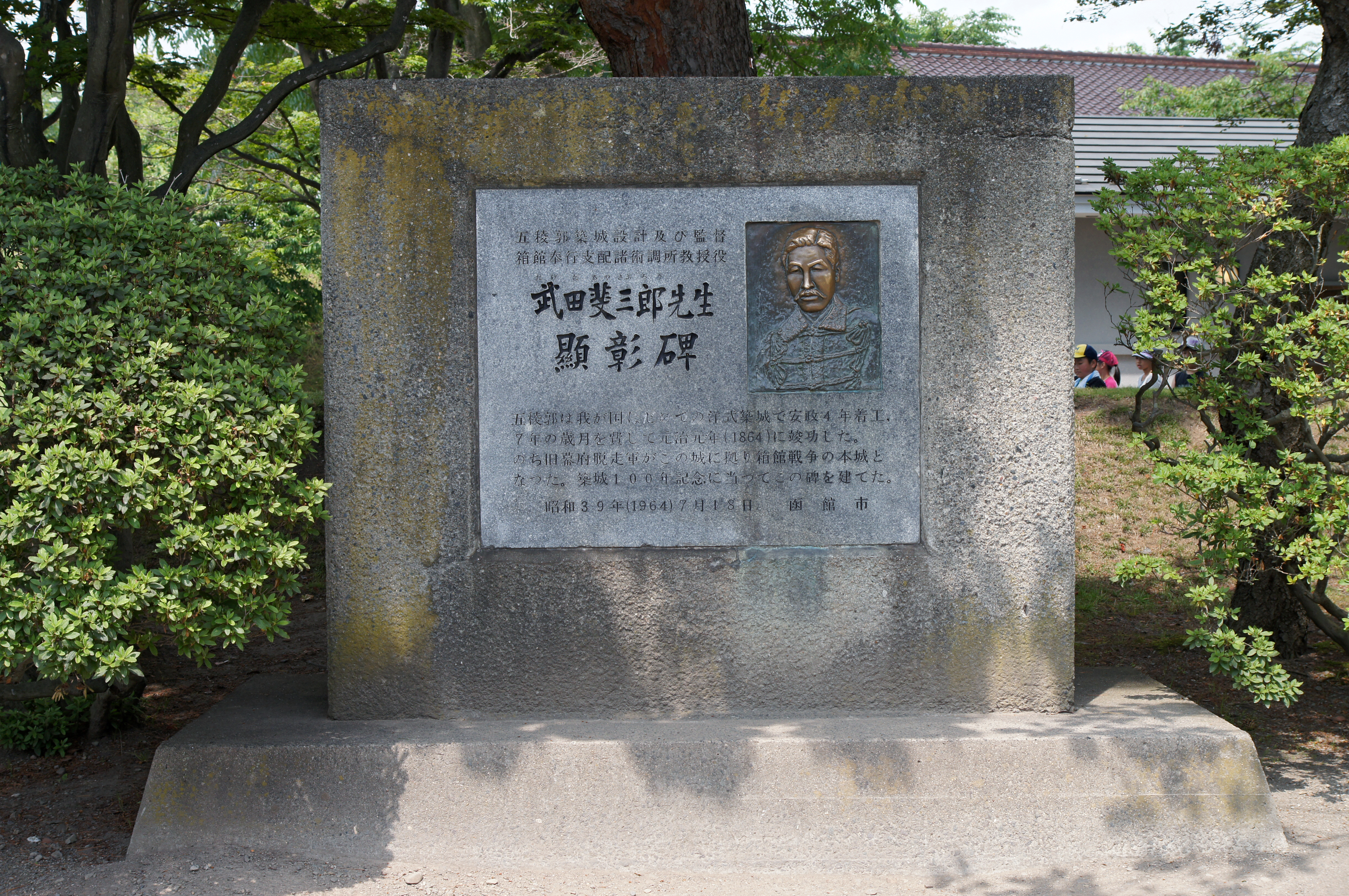
武田斐三郎先生顯彰碑
石碑位於郭內，於1963年時為了紀念五稜郭築城100週年而建。由太田鶴堂題字，彫刻家鈴木達製作斐三郎的浮雕。
一萬號紀念櫻花樹碑
1923年，函館每日新聞社為了紀念在五稜郭種植了一萬棵櫻花樹而建。
巖谷小波的句碑
句碑位於一萬號紀念櫻花樹碑旁邊，建於1915年。碑上刻有在1913年作家巖谷小波抵達北海道時詠唱的詩句「其跡其血化花草」（其跡や其血の色を艸の花）。
箱館戰爭時的大砲
大砲雖然並非配備於五稜郭，但是曾經在箱館戰爭期間使用，因此放置於郭內展示。其中1門是舊幕府軍佔領箱館，在建造築島台場期間設置於該處的大砲，另一門則是1869年6月20日，箱館灣海戰期間，遭到擊沉的新政府軍軍艦朝陽丸的大砲。
- 築島台場的大砲。
- 朝陽的大砲。

藤棚
藤棚位於二之橋方向的郭內，5、6月時開始盛開。藤棚是由五稜郭公園開園初期，園內經營食堂者從別處移植過來，在1920年後由函館市再將其移植至現址。奉行所復原工程完工時，由於原本該處建有表門，因此為了復原表門，一度打算移走藤棚，但是在市民的反對下得已保留下來。
男爵馬鈴薯之碑
碑位於裏門郭外。在第二次世界大戰期間，為了感謝男爵川田龍吉提供男爵馬鈴薯讓市民充飢，在1947年興建了這座石碑。

### 書籍
- . 函館市. 2004  [2017-06-08]. ASIN B000J897U2. （原始内容存档于2014-04-08）.
- 函館區. . 名著出版. 1973  [2015-07-04]. ASIN B000J9FTZS. （原始内容存档于2016-03-04）.
- . 市立函館博物館. 2004.
- . 市立函館博物館. 2014. NCID BB15774852.
- 大鳥圭介和今井信郎.  . 新人物往來社（日语：新人物往来社）. 1998. ISBN 4-404-02627-7.
- 大山柏（日语：大山柏）.   下卷. 時事通信社. 1988. ISBN 4-7887-8840-3.
- 須藤隆仙 (编).  . 新人物往来社. 1984. ISBN 4-404-01247-0.
- 須藤隆仙 (编).  . 新人物往来社. 2011. ISBN 978-4-8354-4741-4.
- 田口英爾.  . 新潮選書. 新潮社. 1995. ISBN 4-10-600475-5.
- 竹內收太.  . 五稜郭タワー. 1983.
- 田原良信.  . 日本の遺跡27. 同成社. 2008. ISBN 978-4-88621-434-8.
- 元木省吾.  . 幻洋社. 1987. ISBN 4-906320-02-3.
- 北海道新聞社函館支社 (编).   改訂版. 五稜郭タワー. 1979.
- 北海道新聞社 (编).  . 北海道新聞社. 1982. ISBN 4-89363-315-5.

### 文獻
1. ↑  . 佐久市.   [2015-04-25]. （原始内容存档于2015-05-01）.
2. ↑  .   [2015-01-25]. （原始内容存档于2015-01-24）.
3. 1 2  . 函館中央図書館.   [2014-11-26]. （原始内容存档于2014-11-26）.
4. 1 2 3  . 函館中央図書館.   [2014-11-26]. （原始内容存档于2014-11-26）.
5. 1 2  . 函館中央図書館.   [2014-11-26]. （原始内容存档于2014-11-26）.
6. ↑  五稜郭物語 p.26
7. ↑  . 文化庁.   [2014-11-24]. （原始内容存档于2014-11-24）.
8. ↑  . 函館市.   [2014-11-27]. （原始内容存档于2015-07-05）.
9. ↑  . 函館市中央図書館.   [2014-11-17]. （原始内容存档于2014-11-17）.
10. 1 2 3  . 函館市中央図書館.   [2014-11-24]. （原始内容存档于2014-11-21）.
11. ↑  . 函館市中央図書館.   [2014-11-21]. （原始内容存档于2014-11-21）.
12. ↑  . 函館市中央図書館.   [2014-11-21]. （原始内容存档于2014-11-21）.
13. ↑  . 函館市中央図書館.   [2014-11-21]. （原始内容存档于2014-11-17）.
14. ↑  田原良信 2008，第18頁
15. 1 2 3 4  . 函館市中央図書館.   [2014-11-27]. （原始内容存档于2014-11-30）.
16. 1 2  . 函館市中央図書館.   [2014-11-20]. （原始内容存档于2014-06-07）.
17. ↑  . 七飯町.   [2014-11-19]. （原始内容存档于2014-10-19）.
18. ↑  田原良信 2008，第21頁
19. 1 2 3 4  五稜郭分館常設展示目録 p.20
20. ↑  田口英爾 1995，第183-184頁
21. ↑  大鳥圭介「南柯紀行」大鳥・今井 1998 pp.72,80
22. ↑  田口英爾 1995，第113頁
23. 1 2 3  今井信郎「北国戦争概略衝鉾隊之記」大鳥・今井 1998 p.183
24. ↑  大鳥圭介「南柯紀行」大鳥・今井 1998 p.96
25. ↑  . 函館市中央図書館.   [2015-01-25]. （原始内容存档于2015-01-24）.
26. ↑  . 函館市中央図書館.   [2015-01-25]. （原始内容存档于2014-05-05）.
27. 1 2  田原良信 2008，第31頁
28. ↑  . 函館市中央図書館.   [2014-11-08]. （原始内容存档于2014-06-07）.
29. ↑  . 亞洲歷史資料中心 （日语）.
30. ↑  . 函館市中央図書館.   [2014-11-20]. （原始内容存档于2014-12-01）.
31. ↑  . 函館市中央図書館.   [2014-11-20]. （原始内容存档于2014-11-20）.
32. ↑  . 亞洲歷史資料中心 （日语）.
33. ↑  田原良信 2008，第32-33頁
34. ↑  . 函館市.   [2016-02-15]. （原始内容存档于2016-03-06）.
35. ↑   (PDF). 函館地方気象台.   [2014-11-20]. （原始内容存档 (PDF)于2014-08-13）.
36. ↑  田原良信 2008，第33-34頁
37. 1 2 3  田原良信 2008，第34頁
38. ↑  . 函館市中央図書館.   [2014-11-16]. （原始内容存档于2014-04-08）.
39. ↑  . 五稜郭タワー.   [2014-11-20]. （原始内容存档于2014-11-20）.
40. ↑  . 箱館五稜郭祭協賛会.   [2014-11-19]. （原始内容存档于2014-07-18）.
41. ↑  . NPO法人市民創作「函館野外劇」の会.   [2014-11-20]. （原始内容存档于2014-12-18）.
42. ↑  . まちをつくる”五稜星の夢”実行委員会.   [2014-11-19]. （原始内容存档于2015-01-11）.
43. ↑  . 北海道新聞 (北海道新聞社). 2014-11-25  [2015-07-04]. （原始内容存档于2014-11-25）.
44. ↑  . 五稜郭タワー.   [2014-11-23]. （原始内容存档于2014-11-23）.
45. ↑  . 北海道遺産協議会.   [2014-11-22]. （原始内容存档于2014-10-29）.
46. ↑   (PDF). 日本ミシュランタイヤ.   [2014-11-19]. （原始内容 (PDF)存档于2016-03-05）.
47. ↑  田原良信 2008，第39-40頁
48. ↑  田原良信 2008，第53-56頁
49. ↑  . 函館市.   [2014-11-23]. （原始内容存档于2015-07-05）.
50. ↑  田原良信 2008，第157,163-164頁
51. ↑  . 全国新聞ネット.   [2014-11-28]. （原始内容存档于2014-11-30）.
52. ↑  . 財務省理財局管理課国有財産情報室.   [2014-11-26]. （原始内容存档于2015-07-05）.
53. ↑  箱館戦争のすべて pp.120-121
54. ↑  箱館戦争のすべて pp.121-122
55. ↑  箱館戦争のすべて p.122
56. ↑  五稜郭物語 pp.30-32
57. ↑  はこだて歴史散歩 p.194
58. ↑  箱館戦争のすべて pp.120-123
59. ↑  田原良信 2008，第147-149頁
60. ↑  函館区史 1973，第252-253頁
61. ↑  田原良信 2008，第149-150頁
62. ↑  . はこだて未来大学.   [2014-12-02]. （原始内容存档于2015-07-05）.
63. ↑  五稜郭分館常設展示目録 p.24
64. ↑  五稜郭築造と箱館戦争 p.29
65. ↑  田原良信 2008，第57頁
66. ↑  五稜郭分館常設展示目録 pp.22-23
67. ↑  竹内収太 1983，第192頁
68. ↑  . 函館市中央図書館.   [2014-11-27]. （原始内容存档于2014-11-30）.
69. ↑  田原良信 2008，第160-162頁
70. ↑  . 竹中工務店.   [2014-11-23]. （原始内容存档于2014-11-16）. - 復原部份與原建築的比較圖。
71. ↑  . 北海道.   [2014-11-15]. （原始内容存档于2015-04-21）.
72. ↑  五稜郭物語 p.159
73. ↑  五稜郭築造と箱館戦争 p.69
74. ↑  元木省吾 1987，第80頁
75. ↑  田原良信 2008，第92-95頁
76. 1 2 3  . 函館市.   [2014-11-23]. （原始内容存档于2014-09-09）.
77. ↑  . 函館市中央図書館.   [2014-11-20]. （原始内容存档于2014-11-20）.
78. ↑  . 函館市中央図書館.   [2014-11-20]. （原始内容存档于2014-11-20）.
79. ↑  竹内収太 1983，第106頁
80. ↑  竹内収太 1983，第199頁
81. ↑  丸尾利恒「北州新話」箱館戦争資料集 p.161
82. ↑  はこだて歴史散歩 p.195
83. ↑   (PDF). 北海道立文学館.   [2014-11-20]. （原始内容存档 (PDF)于2015-07-05）.
84. ↑  はこだて歴史散歩 p.189
85. ↑  はこだて歴史散歩 p.190
86. ↑  . 函館新聞社.   [2014-11-19]. （原始内容存档于2016年3月3日）.
87. ↑  はこだて歴史散歩 p.193

## 外部連結
- 函館公式観光情報“はこぶら” 特別史跡五稜郭跡（页面存档备份，存于）
- 市内公園情報 五稜郭公園（页面存档备份，存于） 函館市住宅都市施設公社
- 箱館奉行所 公式ウェブサイト（页面存档备份，存于）
- 函館の壁紙（页面存档备份，存于）
- 五稜郭（平八郎軍鑑）
- 五稜郭跡 (函館) - 新選組 （页面存档备份，存于）